# 100 meter häck för damer i friidrott vid olympiska sommarspelen 2004
100 m häck damer vid Olympiska sommarspelen 2004 genomfördes vid Atens Olympiastadion mellan 21 och 24 augusti.

## Medaljörer
| Event          | Guld             | Guld       | Silver                  | Silver | Brons                | Brons |
| 100 meter häck | Joanna Hayes USA | 12,37 0OR0 | Olena Krasovska Ukraina | 12,45  | Melissa Morrison USA | 12,56 |

## Resultat
Från de fem försöksheaten gick de två främsta i varje heat samt de sex bästa tiderna därutöver vidare till semifinalerna.

Från de två semifinalerna gick de fyra främsta från varje heat till finalen.
Alla tider visas i sekunder.
- 0Q0 innebär avancemang utifrån placering i heatet.
- 0q0 innebär avancemang utifrån total placering.
- 0DNS0 innebär att personen inte startade.
- 0DNF0 innebär att personen inte fullföljde.
- 0DSQ0 innebär diskvalificering.
- 0NR0 innebär nationellt rekord.
- 0OR0 innebär olympiskt rekord.
- 0VR0 innebär världsrekord.
- 0VRJ0 innebär världsrekord för juniorer
- 0AR0 innebär världsdelsrekord (area record)
- 0PB0 innebär personligt rekord.
- 0SB0 innebär säsongsbästa.
- w innebär medvind > 2,0 m/s

### Försöksheat
| Placering | Heat | Idrottare                   | Land                         | Tid   | Noteringar |
| --------- | ---- | --------------------------- | ---------------------------- | ----- | ---------- |
| 1         | 4    | Joanna Hayes                | USA                          | 12,71 | 0Q0        |
| 2         | 3    | Marija Korotejeva           | Ryssland                     | 12,72 | 0Q0        |
| 3         | 3    | Perdita Felicien            | Kanada                       | 12,73 | 0Q0        |
| 4         | 1    | Melissa Morrison            | USA                          | 12,76 | 0Q0        |
| 5         | 1    | Delloreen Ennis-London      | Jamaica                      | 12,77 | 0Q0        |
| 6         | 5    | Reïna-Flor Okori            | Frankrike                    | 12,81 | 0Q0, 0PB0  |
| 7         | 5    | Irina Sjevtjenko            | Ryssland                     | 12,82 | 0Q0        |
| 8         | 2    | Brigitte Foster             | Jamaica                      | 12,83 | 0Q0        |
| 9         | 5    | Olena Krasovska             | Ukraina                      | 12,84 | 0q0        |
| 10        | 5    | Kirsten Bolm                | Tyskland                     | 12,85 | 0q0        |
| 11        | 3    | Lacena Golding-Clarke       | Jamaica                      | 12,86 | 0q0        |
| 12        | 3    | Susanna Kallur              | Sverige                      | 12,89 | 0q0, 0SB0  |
| 13        | 4    | Natalja Kresova             | Ryssland                     | 12,90 | 0Q0        |
| 14        | 2    | Glory Alozie                | Spanien                      | 12,92 | 0Q0        |
| 15        | 1    | Nadine Faustin              | Haiti                        | 12,94 | 0q0        |
| 16        | 2    | Angela Whyte                | Kanada                       | 13,01 | 0q0        |
| 17        | 4    | Aurelia Trywiańska          | Polen                        | 13,01 |            |
| 18        | 2    | Linda Ferga-Khodadin        | Frankrike                    | 13,02 |            |
| 19        | 4    | Nicole Ramalalanirina       | Frankrike                    | 13,07 |            |
| 20        | 4    | Priscilla Lopes             | Kanada                       | 13,08 |            |
| 21        | 2    | Jenny Kallur                | Sverige                      | 13,11 |            |
| 22        | 3    | Flora Redoumi               | Grekland                     | 13,14 |            |
| 22        | 4    | Sarah Claxton               | Storbritannien               | 13,14 |            |
| 24        | 1    | Aliuska López               | Spanien                      | 13,21 |            |
| 25        | 1    | Anay Tejeda                 | Kuba                         | 13,24 |            |
| 26        | 1    | Juliane Sprenger-Afflerbach | Tyskland                     | 13,28 |            |
| 27        | 3    | Maíla Machado               | Brasilien                    | 13,35 |            |
| 28        | 2    | Nadine Hentschke            | Tyskland                     | 13,36 |            |
| 29        | 4    | Derval O'Rourke             | Irland                       | 13,46 |            |
| 30        | 5    | Lucie Martincová            | Tjeckien                     | 13,51 |            |
| 31        | 3    | Su Yiping                   | Kina                         | 13,53 |            |
| 32        | 2    | Rosa Rakotozafy             | Madagaskar                   | 13,67 |            |
| 33        | 1    | Irina Lenskiy               | Israel                       | 13,75 |            |
| 34        | 2    | Trecia Roberts              | Thailand                     | 13,80 |            |
| 35        | 1    | Céline Laporte              | Seychellerna                 | 13,92 |            |
| 36        | 4    | Maria Joelle Conjungo       | Centralafrikanska republiken | 14,24 |            |
| –         | 5    | Gail Devers                 | USA                          | –     | 0DNF0      |
| –         | 5    | Svetla Pisjtikova           | Bulgarien                    | –     | 0DNS0      |

### Semifinaler
| Placering | Heat | Idrottare              | Land      | Tid   | Noteringar |
| --------- | ---- | ---------------------- | --------- | ----- | ---------- |
| 1         | 2    | Joanna Hayes           | USA       | 12,48 | 0Q0, 0PB0  |
| 2         | 1    | Perdita Felicien       | Kanada    | 12,49 | 0Q0        |
| 3         | 1    | Melissa Morrison       | USA       | 12,53 | 0Q0, 0=PB0 |
| 4         | 1    | Olena Krasovska        | Ukraina   | 12,58 | 0Q0, 0PB0  |
| 5         | 1    | Marija Korotejeva      | Ryssland  | 12,60 | 0Q0, 0PB0  |
| 6         | 1    | Delloreen Ennis-London | Jamaica   | 12,60 |            |
| 7         | 1    | Glory Alozie           | Spanien   | 12,62 |            |
| 8         | 2    | Irina Sjevtjenko       | Ryssland  | 12,67 | 0Q0, 0=PB0 |
| 8         | 1    | Susanna Kallur         | Sverige   | 12,67 | 0PB0       |
| 10        | 2    | Lacena Golding-Clarke  | Jamaica   | 12,69 | 0Q0, 0=PB0 |
| 11        | 2    | Angela Whyte           | Kanada    | 12,69 | 0Q0, 0PB0  |
| 12        | 1    | Nadine Faustin         | Haiti     | 12,74 | 0NR0       |
| 13        | 2    | Natalia Kresova        | Ryssland  | 12,76 |            |
| 14        | 2    | Reïna-Flor Okori       | Frankrike | 12,81 | 0=PB0      |
| –         | 2    | Kirsten Bolm           | Tyskland  | –     | 0DNF0      |
| –         | 2    | Brigitte Foster        | Jamaica   | –     | 0DNS0      |

### Final
| Placering | Idrottare             | Land     | Tid   | Noteringar |
| --------- | --------------------- | -------- | ----- | ---------- |
| 1         | Joanna Hayes          | USA      | 12,37 | 0OR0       |
| 2         | Olena Krasovska       | Ukraina  | 12,45 | 0PB0       |
| 3         | Melissa Morrison      | USA      | 12,56 |            |
| 4         | Marija Korotejeva     | Ryssland | 12,72 |            |
| 5         | Lacena Golding-Clarke | Jamaica  | 12,73 |            |
| 6         | Angela Whyte          | Kanada   | 12,81 |            |
| –         | Perdita Felicien      | Kanada   | –     | 0DNF0      |
| –         | Irina Sjevtjenko      | Ryssland | –     | 0DNF0      |

## Rekord

### Världsrekord
- Jordanka Donkova, Bulgarien - 12,21 - 20 augusti 1988 - Stara Zagora, Bulgarien

### Olympiskt rekord
- Joanna Hayes, USA - 12,37 - 24 augusti 2004 - Aten, Grekland

## Tidigare vinnare

### OS
- 1896 - 1928: Inga tävlingar
- 1932 – 1968: 80 m
- 1932 i Los Angeles: Mildred ”Babe” Didrikson, USA – 11,7
- 1936 i Berlin: Trebisonda Valla, Italien – 11,7
- 1948 i London: Fanny Blankers-Koen, Nederländerna – 11,2
- 1952 i Helsingfors: Shirley Strickland de la Hunty, Australien – 10,9
- 1956 i Melbourne: Shirley Strickland de la Hunty, Australien – 10,7
- 1960 i Rom: Irina Press, Sovjetunionen – 10,8
- 1964 i Tokyo: Karin Balzer, DDR – 10,54
- 1968 i Mexico City: Maureen Caird, Australien – 10,39
- 1972 i München: Anneliese Erhardt, DDR – 12,59
- 1976 i Montréal: Johanna Schaller, DDR – 12,77
- 1980 i Moskva: Vera Komisova, Sovjetunionen – 12,56
- 1984 i Los Angeles: Benita Fitzgerald-Brown, USA – 12,84
- 1988 i Seoul: Jordanka Donkova, Bulgarien – 12,38
- 1992 i Barcelona: Paraskevi Patoulidou, Grekland – 12,64
- 1996 i Atlanta: Ludmila Enquist, Sverige – 12,58
- 2000 i Sydney: Olga Sjisjigina, Kazakstan – 12,65

### VM
- 1983 i Helsingfors: Bettine Jahn, DDR – 12,35
- 1987 i Rom: Ginka Zagortjeva, Bulgarien – 12,34
- 1991 i Tokyo: Ludmila Narozjilenko, Sovjetunionen – 12,59
- 1993 i Stuttgart: Gail Devers, USA – 12,46
- 1995 i Göteborg: Gail Devers, USA – 12,68
- 1997 i Aten: Ludmila Enquist (f.d. Narozjilenko), Sverige – 12,50
- 1999 i Sevilla: Gail Devers, USA – 12,67
- 2001 i Edmonton: Anjanette Kirkland, USA – 12,42
- 2003 i Paris: Perdita Felicien, Kanada – 12,53